# Манро, Данк
Данкан Браун Манро (англ. Duncan Brown Munro; 19 января 1901, Мори, Шотландия, Великобритания — 3 января 1958, Монреаль, Канада), более известный как Данк Манро (англ. Dunc Munro) — канадский профессиональный хоккеист, чемпион I зимних Олимпийских игр в составе сборной Канады.

## Биография
Данк Манро родился в шотландском округе Мори, однако ещё будучи ребёнком вместе с семьёй перебрался в канадский Торонто, в котором он сделал свои первые шаги в хоккее, а также занимался бегом. Учась в школе при Университете Торонто, он выступал за её хоккейную команду, в составе которой стал победителем первого Мемориального кубка.
С 1920 по 1924 годы выступал за канадский клуб «Торонто Грэнитс», с которым дважды — в 1922 и 1923 годах — становился обладателем Кубка Аллана. Победа в 1923 году дала право команде представлять Канаду на хоккейном турнире I зимних Олимпийских игр, проводившихся во французском Шамони, а Манро был назначен её капитаном. Приняв участие во всех 5 матчах турнира и забив при этом 18 голов, Манро стал олимпийским чемпионом. Кроме того, в то время была распространена практика судейства матчей игроками других команд, и Манро был назначен рефери на игру Олимпиады между США и Бельгией.
По возвращении в Канаду спортсмен подписал профессиональный контракт с клубом НХЛ «Монреаль Марунз», по слухам сделав его самым дорогим хоккеистом мира, и сразу был назначен её капитоном. В 1926 году в составе команды Манро стал обладателем Кубка Стэнли, а спустя два года дошёл до финала, где «Марунз» уступили «Нью-Йорк Рейнджерс». В следующем сезоне Манро перенёс инфаркт миокарда, а уже в больнице заболел пневмонией. Его отсутствие стало серьёзной проблемой для команды и она оказалась на дне Канадского дивизиона НХЛ.
Будучи человеком азартным и неплохо зарабатывая, Манро проиграл всё своё состояние на бирже. К сезону 1929/1930 Данк поправил своё здоровье и был назначен играющим тренером «Монреаль Марунз» и сразу же поднял команду с последнего на первое место Канадского дивизиона. Перед началом очередного сезона клуб выкупил почти всех игроков «Монреаль А.А.А.», выигравшего Кубок Аллана, однако новая команда не смогла показать выдающихся результатов и Манро был уволен с поста тренера. Свой последний сезон в качестве игрока — 1931/1932 — Данк провёл за «Монреаль Канадиенс».
В течение последующих двух с половиной десятилетий Манро перенёс ещё несколько инфарктов и в возрасте 56 лет 3 января 1958 года ушёл из жизни.